# Medaille voor de 850e Verjaardag van Moskou
De Medaille voor de 850e Verjaardag van Moskou, (Russisch: Медаль В память 850-летия Москвы, Medal V pamjat 850-letija Moskvy) werd op 26 februari 1997 ingesteld door de Russische Federatie. In 1947 was er al een Medaille ter Herinnering aan de Achthonderdste Verjaardag van Moskou ingesteld, indertijd door de Sovjet-Unie.
De onderscheiding werd uitgereikt aan diegenen die in de Grote Vaderlandse Oorlog waren gedecoreerd voor hun rol in de verdediging van Moskou, dragers van de medaille voor het 800-jarig bestaan, en burgers die significant aan de ontwikkeling van de stad hadden bijgedragen.
Op 7 september 2010 werd deze medaille in een Presidentieel Decreet van de lijst van onderscheidingen van de Russische Federatie geschrapt. Men mag de medaille nog wel dragen.

## De medaille
De ronde messing medaille heeft een diameter van 32 millimeter en draagt aan de voorkant een afbeelding van Sint-Joris en de draak en de tekst "Москва 850". Op de keerzijde staan binnen een lauwerkrans de jaartallen "1147" en "1997".
De medaille wordt op de linkerborst gedragen aan een vijfhoekig gevouwen rood lint met een wit-blauwe streep langs de rechterrand.
Op een dagelijks uniform mag men een baton in de kleuren van het lint dragen.